# 根岸兎角
根岸 兎角（ねぎし とかく、生没年不詳）は、日本の安土桃山時代の兵法家。微塵流剣術の祖とされる。後名、信太（しのだ）大和守朝勝。江戸「常盤橋の決闘」で知られる。

## 常盤橋の決闘
師岡一羽の門人中、もっとも有名になったのが、根岸兎角、岩間小熊、土子土呂助（ひじこ どろのすけ）の3人であった。3人は師に付き添って修行していたが、一羽が病に倒れ、起居が不自由となると、兎角は師を見限って逐電した。
兎角は相模国小田原で天下無双の名人だと宣伝し、「微塵流」を称した。兎角は背が高く、目つきの鋭い男で、頭は山伏のような惣髪とした上、自分の寝所には愛宕山の天狗、太郎坊が毎夜やってきて兵法の秘術を伝えてくれると吹聴し、夜寝ている姿を誰にも見せなかったという。このため兎角は荼枳尼天の修法を行う天狗の化身であるなどと噂されるようになり、門人も多くなった。その後江戸に移ってさらに名が知れるようになった。
一方、岩間と土子は一羽の看病のために武具や着物まで売り払って金に換え、医術を尽くしたが、文禄2年（1593年）9月8日に一羽は没した。兎角の評判を伝え聞いた二人は、兎角が一羽を見捨てただけでなく、師に学んだ神道流を独創であるかのように勝手に名付けて教えていることを許せず、兎角を討とうと決意した。二人はくじ引きをし、岩間が江戸に出て兎角に挑戦することになった。常陸国に残った土子は鹿島神宮に願書を捧げ、成就を祈願した。
岩間は一計を案じ、江戸城大橋（後の常盤橋）に高札を立て、「日本無双」と称して兎角を挑発した。門人たちからこのことを知らされた兎角は奉行所に届け、大橋で岩間と対決することになった。試合当日、奉行所が橋の両側を弓や槍で警護し、二人は刀と脇差を預けて木刀で立ち合った。試合は、岩間が兎角を押し込み、片足をつかむと橋桁から濠に投げ落とした。そのまま兎角が逃げ出したため、岩間の評判が江戸中に鳴り響くことになった。これを恨んだ兎角の門人たちは、岩間を浴室に招き入れ、熱湯で意識朦朧とさせたところに斬り込んで殺した。
その後、兎角は信太朝勝と名を変え、西国で微塵流を教えたという。
慶長年間に豊前中津藩主の黒田長政に一時仕えた記録があり、致仕して江戸に戻った後も筑前の太守となった黒田家から合力金を支給されていたという。中国地方で病死したと伝えられるが、詳しいことはわからない。

## 備考
- 『本朝武芸小伝』によれば、小熊との決闘の際、「木刀を六角に太く長く造り、鉄で筋金をわたし、所々にイボを据えた」と記述されており、木刀を金砕棒風に改良したことがわかる。

## 参考書籍
- 『日本剣豪100選』（綿谷雪著、秋田書店）